# 1979年中国大陆
| 中国历史 / 中国历史年表 |
| 世紀： 19世纪中国 / 20世纪中国 / 21世纪中国 |
| 年代： 1940年代中国 / 1950年代中国大陆 / 1960年代中国大陆 / 1970年代中国大陆 / 1980年代中国大陆 / 1990年代中国大陆 / 2000年代中国大陆                         |
| 年份： 1975年中国大陆 / 1976年中国大陆 / 1977年中国大陆 / 1978年中国大陆 / 1979年中国大陆 / 1980年中国大陆 / 1981年中国大陆 / 1982年中国大陆 / 1983年中国大陆 |
| 纪年： 己未年（羊年）、中华人民共和国成立30周年 |

## 党和国家领导人
- 中共中央主席：华国锋
- 国家主席：废除
- 国务院总理：华国锋
- 全国人大常委会委员长：叶剑英
- 全国政协主席：邓小平

## 大事记

### 1月

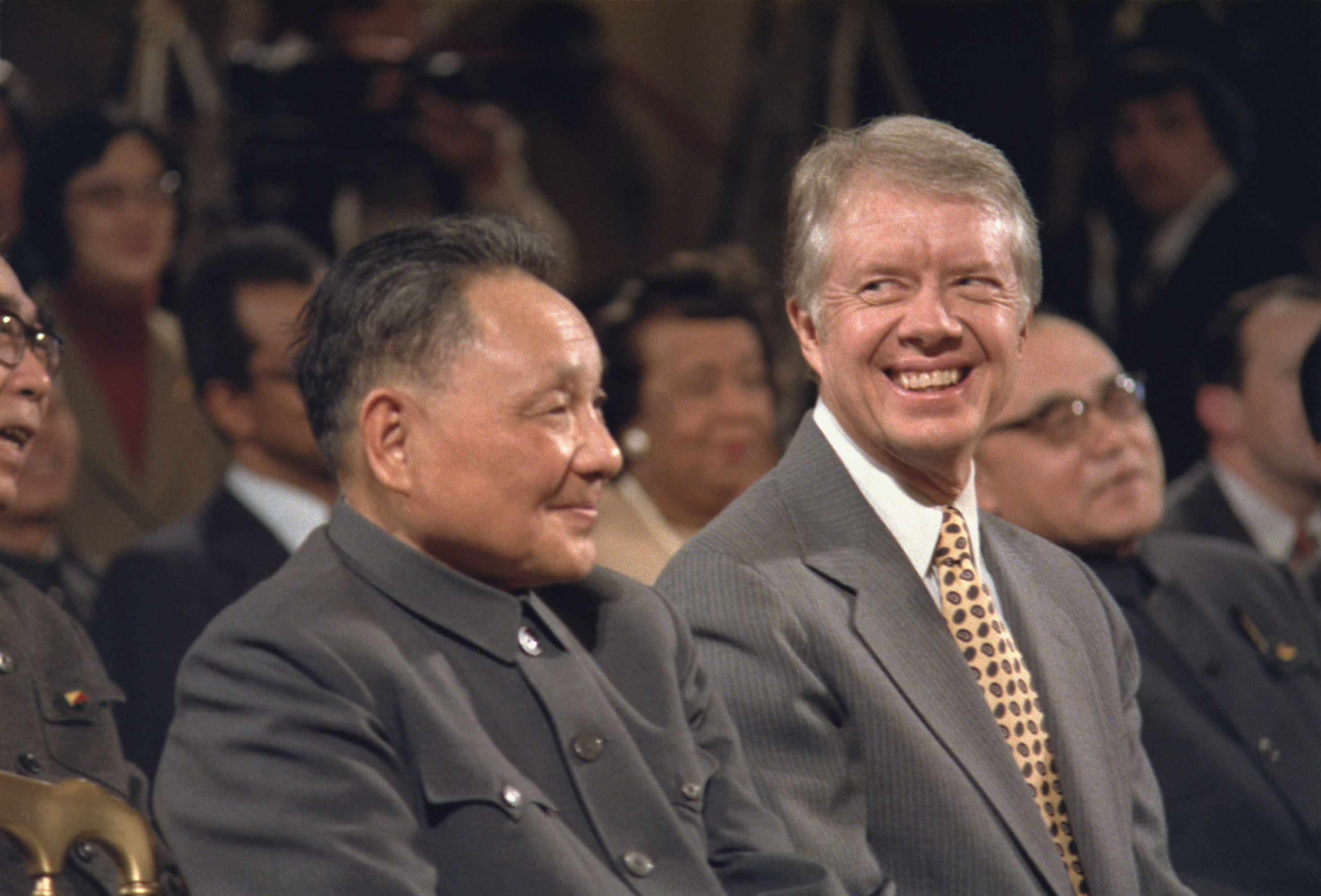
中华人民共和国国务院副总理邓小平应美国总统吉米·卡特邀请，到美国进行国事访问，1979年1月31日

- 1月1日——全国人大常委会发表《告台湾同胞书》，強調在解決統一問題時尊重台灣現狀和台灣各界人士的意見，採取合理的政策和辦法，不使台灣人民蒙受損失；宣布和平統一中國的大政方針[1]:569。即日起停止炮击金门地区[2]。美国与中华人民共和国建交，并与中华民国断交。
- 1月28日至2月5日——中华人民共和国国务院副总理邓小平应美国总统卡特邀请，到美国进行国事访问[3]。
- 1月28日——上海電視台播出中国内地首条電視廣告，宣传上海药材公司的参桂养荣酒[4][5]。
- 1月30日——鄧小平在向美國參眾兩院議員發表演講時稱，「我們不再用『解放台灣』這個提法了，只要實現祖國統一，我們將尊重那裡的現實和現行制度」[1]:569。

### 2月
- 2月17日——中越战争爆發。

### 3月
- 3月12日——美国波士顿交响乐团访华，成为文化大革命结束后，第一支到访中国大陆的外国交响乐团。
- 3月16日——中越战争结束。

### 4月
- 4月4日——中斷二十年后，香港至广州的港穗直通车恢复通车。
- 4月8日——宁波百年堂成为中国大陆文革以后第一个恢复开放的基督教堂。

### 7月
- 7月15日——中共中央、国务院决定在深圳、珠海、汕头和厦门试办出口特区。出口特区于1980年5月被改称为经济特区。

### 9月
- 9月7日，浙江温州电化厂液氯钢瓶，充装液氯时与罐内残留杂质化学反应，钢瓶爆炸，10吨液氯扩散，倒塌房屋417平方米，死亡59人，住院779人，轻伤400人，疏散人口8万多，直接损失60多万元，影响100多企业生产。波及735公里+2公里植物枯黄。
- 9月15日至9月30日——第四届全国运动会于北京举行。

### 10月
- 10月24日——西德与中华人民共和国签署文化交流协议（1980年8月29日开始生效）。
- 10月25日——国际奥委会执委会在日本名古屋的会议，通过承认中国奥委会的合法席位。

### 11月
- 11月25日——「渤海二号」钻井船翻沉，导致72人死亡，副总理康世恩被记大过[6]，该处分于1982年6月撤销。

### 12月
- 12月6日——北京市革命委员会禁止在西单民主墙继续张贴大字报，“北京之春”结束。
- 12月18日——吉林市煤气公司液化石油气厂400立方米2号球罐断裂,喷出液化石油气，起火燃烧范围达600平方米，引发一号球罐爆炸，大火持续23小时，死亡32人，伤54人，价值600多万元、投产仅2年的企业毁灭。

## 出生人物
- 2月9日——章子怡，中國電影演員
- 3月5日——唐功红，中国举重运动员
- 3月12日——劉璇，中國體操運動員
- 8月27日——田亮，中國跳水選手
- 10月5日——高圆圆，中国女明星。
- 10月5日——姚晨，中国女明星。

## 逝世人物
参见：1979年逝世